# Ядвіга Шарлотта Гольштейн-Готторпська
Ядвіга Єлизавета Шарлотта Гольштейн-Готторпська (нім. Hedwig Elisabeth Charlotta von Schleswig-Holstein-Gottorf, 22 березня 1759 — 20 червня 1818) — королева-консорт Швеції у 1809—1818 роках та Норвегії у 1814—1818 роках, уроджена німецька принцеса з династії Гольштейн-Готторпів, донька герцога Ольденбургу Фрідріха Августа I та гессен-кассельської принцеси Ульріки Фредеріки Вільгельміни, дружина короля Швеції та Норвегії Карла XIII.
Протягом серпня 1775—жовтня 1817 років вела щоденник у вигляді листів, який є цінним джерелом опису як внутрішведських, так і міжнародних подій того часу. Опублікований у XX сторіччі шведською мовою.

## Біографія

### Дитинство та юність
Народилась 22 березня 1759 року в Ойтіні третьою дитиною та другою донькою в родині князя-єпископа Любеку Фрідріха Августа та його дружини Ульріки Гессен-Кассельської. Мала старшого брата Петера Фрідріха Вільгельма та сестру Луїзу Кароліну.
Мешкало сімейство в Ойтінському замку. Там і побачив юну принцесу навесні 1770 року її кузен Карл Шведський, відзначивши, що вона була милою та схожою на його сестру. Подорож принца мала на меті пошук нареченої, однак він сподівався укласти союз з Філіпіною Бранденбург-Шведтською. Вже шла мова про їхні заручини, коли його старший брат Густав III висловився проти. В наступному році він посів престол Швеції та організував весілля Карла з Ядвігою Шарлоттою. Сам він дітей не мав і сподівався, що шлюб брата продовжить династію.
У 1773 році Фрідріх Август отримав у подарунок графства Ольденбург та Дельменгорст. 29 грудня 1774 року вони були перетворені на герцогство Ольденбурзьке. За півроку перед цим Ядвіга Шарлотта вступила в шлюб та від'їхала до нової домівки.

### Придворне життя
У 15 років вона вступила в шлюб із 25-річним шведським принцом Карлом, який носив титул герцога Седермландського. Укладення шлюбу за домовленістю відбулося у шведському Вісмарі 22 червня 1774 року. Нареченого представляв голова Вісмарського трибуналу Карл Отто фон Гьопкен. Тоді ж дівчині були представлені чотири її майбутні фрейліни. Після весільної вечері був проведений прийом для місцевих чиновників. Ядвіга Шарлотта справила добре враження в товаристві, оскільки не нервувала, не соромилася та легко й безпосередньо тримала себе з людьми, яких бачила вперше у житті.

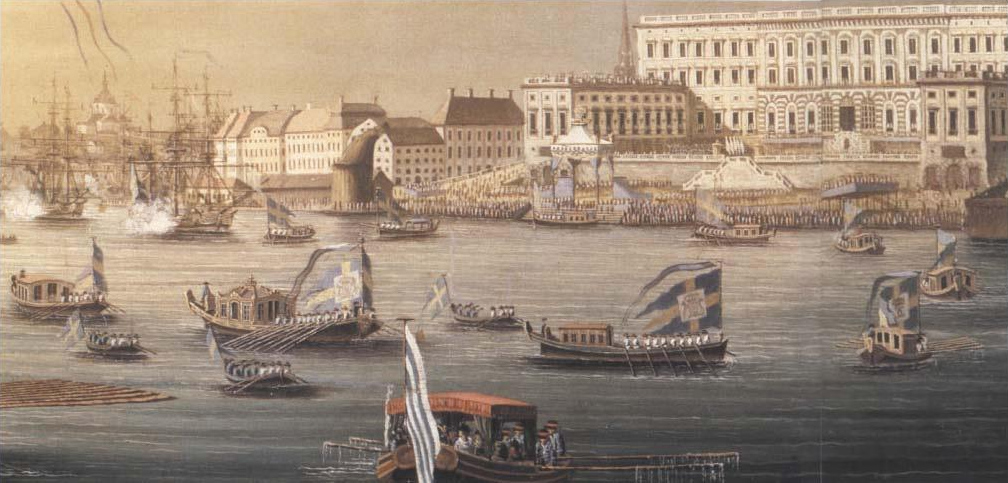
Прибуття Ядвіги Шарлотти до Стокгольму

З Вісмару на кораблі «Софія Альбертіна» відпливла до Доларе, куди прибула 1 липня. 7 липня на королівському церемоніальному човні «Орден Вази» прибула до Стокгольму. В'їзд принцеси до міста зобразив на своїй картині живописець Пер Хілестром. Ядвіга Шарлотта відразу була представлена королеві Софії Магдалені, королеві-матері Луїзі Ульріці, членам риксдагу, їхнім дружинам, а також послам. Того ж вечора у замковій церкві Королівського палацу відбулося вінчання пари. Весілля продовжилося святкуванням у Королівському саді.
Нову принцесу змальовували як красиву, жваву та балакучу. Її критикували за легкість та нестачу поважності, однак двір швидко її полюбив, давши прізвиська «Маленька герцогиня» та «Герцогиня Лотта». Голова риксдагу Фредрік Спарр описував її словами: «Неможливо уявити собі що-небудь більш щасливе та радісне. Вона — сама радість», зазначаючи, що країні пощастило мати таку принцесу, бо нація є похмурою, а Шарлотта підійматиме її настрій. Також він зазначав її схильність до серйозного читання. У січні 1775 року герцогиня мала ознаки вагітності, яка не підтвердилася.
Оскільки королева не цікавилася придворним життям, Ядвіга Шарлотта швидко стала його центральною особою. На практиці роль першої леді виконували вона та невістка Софія Альбертіна, з якою герцогиня швидко потоваришувала. Маючи доброту, шарм, радість та свободу, вона втілювала у собі ідеал жінки XVIII століття. Грала у придворному театрі, де навіть танцювала. В той час це вважалося скандальним, оскільки танці на сцені асоціювалися з дорогими повіями. Після чуток, що вони з Софією Альбертіною відволікають короля від політики, припинила свої виступи у 1783 році.

Портрет Карла Седермландського, 1772

Її стосунки з чоловіком були далекими, обоє жили своїм життям. Король Густав почав боятися впливу брата та жалкував про свій план передати трон майбутнім племінникам. Після помилкової вагітності невістки він дозволив повернутися до Швеції Августі Льовенхільм, колишній коханці Карла. Та була представлена Ядвізі Шарлотті у листопаді 1776 року. Герцогиня, яка в щоденнику визнавала свою цікавість, хоча й прагла бути байдужою, знайшла її вродливою, але дещо товстою. Карл та Августа поновили свої стосунки протягом року, після чого Августа закохалася в королівського ад'ютанта Ганса Генріка фон Ессена. До романів чоловіка Ядвіга Шарлотта ставилася нейтрально, за умови, що матиме змогу вести життя, яке їй заманеться. Сама принцеса мала романи з Карлом Піпером з літа 1783 року, Гансом Акселем фон Ферзеном, ймовірно, у 1784 році, його братом Фабіаном з кінця 1780-х до 1797 року, якого називали справжнім батьком дитини, яку Ядвіга Шарлотта втратила у 1792 році. У своєму щоденнику герцогиня не згадувала коханців, однак залишила багато свідчень про них у листуванні з Софією фон Ферзен, яка була її найближчою подругою, та Софією Альбертіною.
У 1782 році брала участь у примиренні між королем Густавом III та його матір'ю Луїзою Ульрікою, була присутньою при її смерті. Активно цікавилася політикою під час Російсько-шведської війни 1788—1790 років, допомагала переговорам між Швецією та Францією. У 1789 році брала участь у бойкоті короля Густава, очолюваному Жанною фон Лантінгсхаузен, зневажаючи його наказ не спілкуватися з опозиціонеркою. Підтримувала Адольфа Людвіга Штернельда, також перебувала у дружніх стосунках з Густавом Моріцом Армфельтом через його впливовість.
Восени 1789 року планувала державний переворот, який мав на меті повернення Швеції до конституційної форми правління на основі закону 1772 року та вцарювання Карла. Коли ж підійшов час діяти, Карл відмовився від участі в заколоті, що зробило переворот неможливим.
У 1792 році король Густав загинув в результаті чергової змови. Принц Карл став регентом при неповнолітньому королеві Густаві IV Адольфі. Ядвіга Шарлотта на регентство не впливала.
За рік після народження мертвої доньки у 1797 році вона передчасно народила сина — Карла Адольфаа, що прожив 6 днів (4—10 липня 1798) .
У 1798—1799 роках подружжя, засмучене втратою сина, здійснило подорож до Німеччини та Австрії, де відвідало Карлсбад, Берлін, Відень та Гамбург. Стосунки між ними були добрими. У 1800 році пара заснувала придворний аматорський театр, так звану Драматичну академію, яка, однак, була розпущена монархом. У 1802 році входили до масонської ложі «Жовта троянда», відкритої як для чоловіків, так і для жінок. Проте вже у лютому 1803 році ложа була закрита, а її засновник Богеман заарештований. Герцогське подружжя було допитане у присутності короля, і їм було заборонено відвідувати таємні збори без його відома. Між королем та герцогинею почалося тривале відчуження.

### Королева Швеції
Після Шведської революції 1809 року Карла Седермландського було обрано королем, Ядвіга Шарлотта стала королевою-консортом. Дізнавшись про переворот, герцогиня вигукнула, що не хоче бути королевою, додавши, що їй незручно займати місце іншої. Симпатизуючи колишній королеві Фредеріці, вона навідувала її під час арешту та домоглася її возз'єднання із чоловіком, який охоронявся окремо. Під час вибору спадкоємця підтримувала партію густавіанців, які прагнули зробити королем сина Густава Адольфа. До інших кандидатів ставилася скептично. Чоловікові вона заявила, що завжди дасть йому пораду у справах, однак у політику втручатися не буде. Втім, сучасники приписували їй значний політичний вплив. Королева створила так званий «Зелений салон» для жінок, де під час шиття обговорювалися політичні питання. Невідомо, чи впливала вона на прийняття конституційної реформи 1809 року, однак обговорювала її з державними діячами, виступаючи проти поділу на партії та абсолютизму.

Королева Ядвіга Шарлотта, 1816

Коронація подружжя відбулася 29 червня 1809 року. Ядвіга Шарлотта під час церемонії поводилася гідно та люб'язно, не втрачаючи бадьорості. У тому ж році вона стала засновницею школи для сліпих і глухих під керівництвом Пера Арона Борга.
15 липня 1809 року спадкоємцем трону було обрано 40-річного Крістіана Августа Августенбурзького, генерал-губернатора Норвегії. У січні 1810 року від прибув до країни. До його приїзду Карл XIII
переніс інсульт, і королева неофіційно займалася державними справами замість нього. Густавіанці просили її відмовитися від кандидатури Августенбурга, однак вона не погодилася. 28 травня 1810 року спадкоємний принц, який взяв ім'я Карла Августа, раптово помер під час військових маневрів від інсульту, не залишивши нащадків. Ходили чутки, що він був отруєний густавіанцями. Їхній очільник, риксмаршал Аксель фон Ферзен, був вбитий натовпом під час похорону принца. Були побоювання, що королеву може спіткати така ж участь, однак жодних подібних дій не сталося.
Під час виборів нового спадкоємця у серпні 1810 року Ядвіга Шарлотта мала залишатися у палаці Штромсхольмс, оскільки громадськість була переконана в її втручанні. Представник уряду повідомив їй, що було обрано Жана Батіста Бернадота, князя Понте-Корво, і попросив її виказувати радість перед королем, який побоювався її невдоволення. Королева заявила, що поставиться схвально до будь-кого, хто принесе країні стабільність. У жовтні Бернадот прибув до столиці та справив на королеву добре враження, їхні стосунки залишались товариськими і надалі. Наступного року вона переконала чоловіка у необхідності призначення спадкоємця регентом та передачі йому всіх державних справ. Дружину Бернадота змальовувала як добру, щедру, приємну та примхливу як дитина, яка не любить все, що не є французьким. У 1812 році зустрічалася з Жерменою де Сталь. Через підозри у симпатіях густавіанцям була змушена у 1813 році припинити листування із королевою Фредерікою.
Згідно Кильських мирних договорів 1814 року Данія віддавала Швеції Норвегію. Через небажання останньої погоджуватися з умовами договорів почалася Шведсько-норвезька війна. Зрештою, 4 листопада стортинг обрав Карла XIII королем Норвегії. Весь цей час королева підтримувала Бернадота в його діяльності щодо поєднання з Норвегією. Також потоваришувала з його сином Оскаром.
Від 1815 року часто хворіла. У 1817 році її допитували у зв'язку з вірогідною змовою проти Бернадотів.
Король Карл XIII пішов з життя 5 лютого 1818 року. Королева пережила чоловіка на чотири місяці і раптово померла від інсульту 29 червня 1818. Похована у Ріддаргольменській церкві в Стокгольмі.